# أندريا بوزاتو
أندريا بوزاتو (بالإيطالية: Andrea Pozzato)‏ هو لاعب كرة قدم إيطالي في مركز حراسة المرمى، ولد في 15 مايو 1988 في نوفارا في إيطاليا. لعب مع يوفنتوس.